# エルモン
エルモン (Ermont) は、フランス、イル＝ド＝フランス地域圏、ヴァル＝ドワーズ県のコミューン。

## 地理
モンモランシー谷の中心部に位置する。パリの北西約15マイルの地点にある。

## 歴史

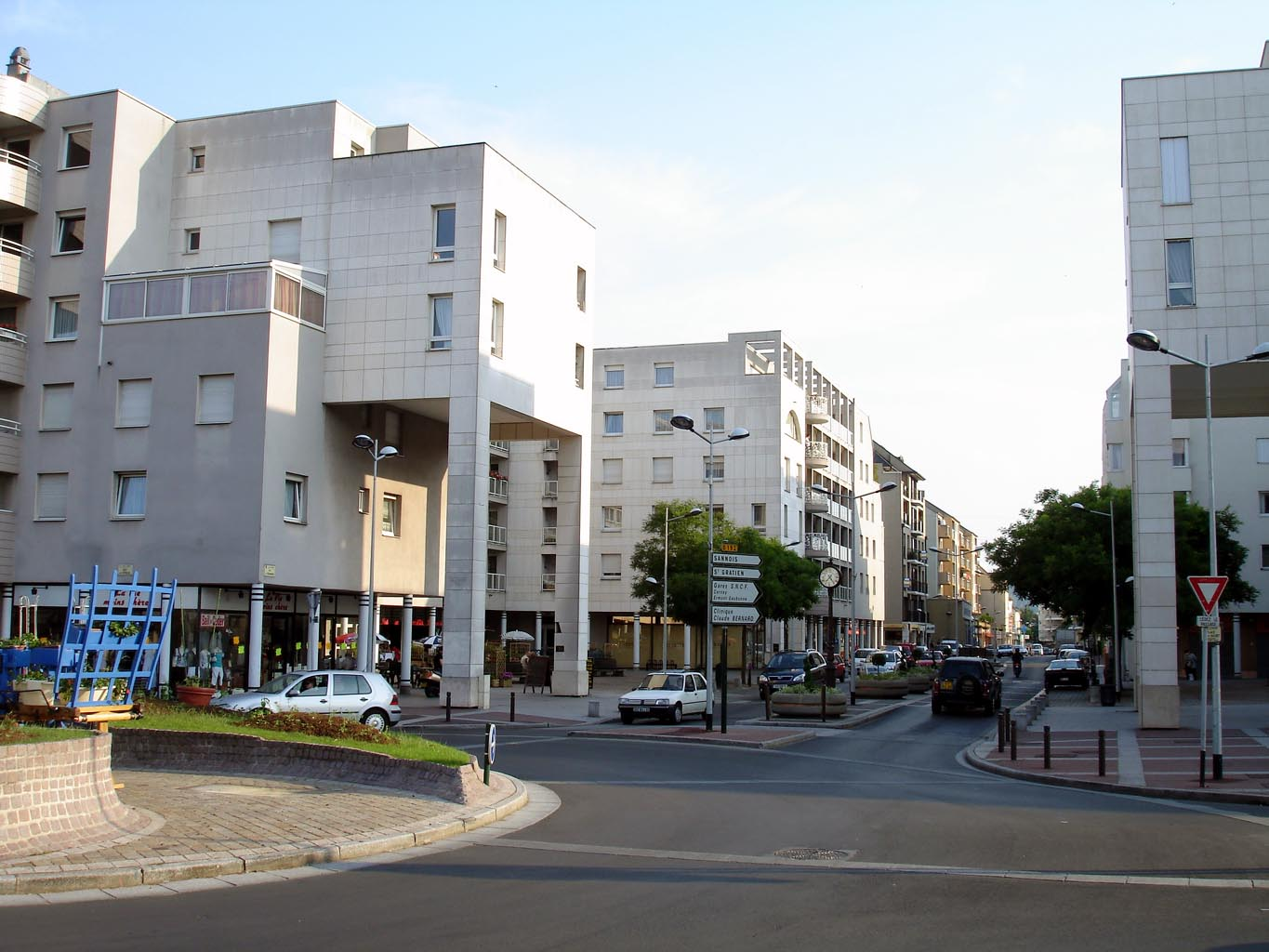
ロベール・ビチュ広場とスターリングラード通り

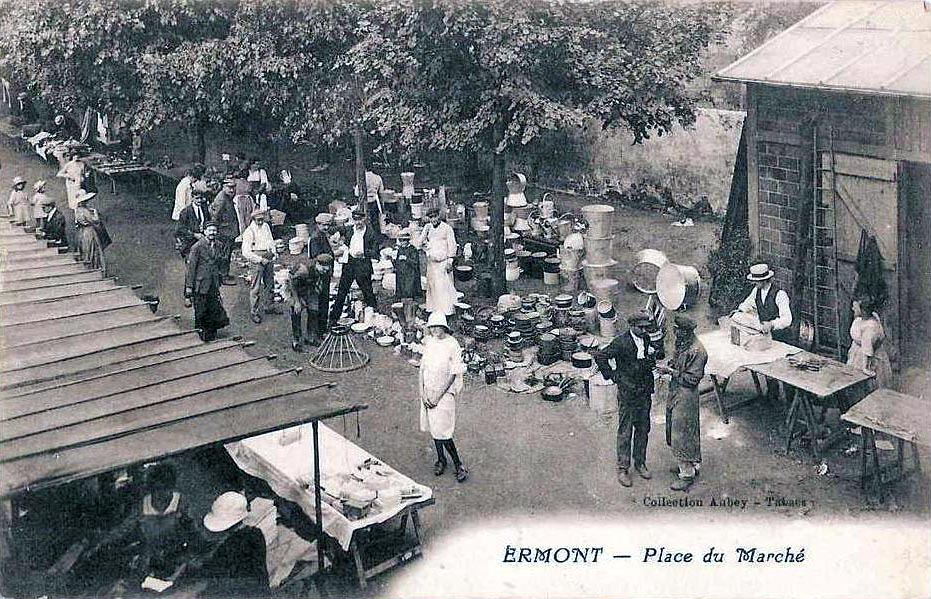
1920年代のエルモンの市場

エルモンという地名は、ガロ＝ローマ時代の地名エルメドン (Ermedon) に由来する。
新石器時代にモンモランシー谷およびエルモンの地に人が定住したと考えられている。
ガロ＝ローマ時代、ルテティアからリールボンヌへ向かうローマ街道（ユリウス・カエサル車道）に面して村はあったが、3世紀後半のゲルマン人侵攻で破壊されて4世紀に復興した後、メロヴィング朝時代の6世紀から7世紀にかけて繁栄した。9世紀、サン＝ドニ修道院はErmedonisという村の存在を記している。そしてキリスト教の教会は、メロヴィング朝時代のネクロポリスの上に建てられていた。その後、村はオルモン (Ormont) となり、13世紀以降にエルモンとなった。
エルモンのセルネ地区はかつて聖ヨハネ騎士団のコマンドリー（騎士修道会の共同体）があった。これに依存するかたちでエルモンは成長していった。そのほかにも宗教的共同体が存在しており、最初は13世紀にやってきたテンプル騎士団、その後にサン＝ヴィクトル＝ド＝パリ修道院、ルーアンのセレスタン修道会、ボワ＝サン＝ペール小修道院があった。しかし、村の人口は1471年に40人を越えていなかった。
教会の周りに人々が集まって暮らす農村は、1358年にジャックリーの乱で荒れ、百年戦争ではイングランドの遠征軍に侵略された。16世紀にフランスの小修道院長代表が、エルモン領主となった。1648年と1652年にはフロンドの乱で村は破壊された。
18世紀に野菜・穀物、林業が盛んになる以前、農業の中心はワイン用ブドウ栽培だった。
19世紀に鉄道が敷かれて重要な鉄道ジャンクションができたため、急速な都市化が始まった。ついに20世紀にはパリ郊外の都市となり、次第に都市化に押されて農地は消滅していった。エルモン＝オーボンヌ駅、セルネー駅、エルモン＝アルト駅、グロ・ノワイエ＝サン・プリ駅の周辺は、無計画に作られた住宅地となっている。

## 交通
- 鉄道 - RER C線、トランジリアンH線とJ線が乗り入れている。コミューン内にある4つの駅のうち最も重要なのは、エルモン＝オーボンヌ駅である。

## 出身者
- イヴォンヌ・プランタン - 俳優

## 姉妹都市
- ランペルトハイム、ドイツ
- マルデヘム、ベルギー
- アドリーア、イタリア
- ヴィールデン、オランダ
- バンベリー、イギリス
- ロハ (スペイン)、スペイン